# Laurelia sempervirens
Pour les articles homonymes, voir Laurel.
Espèce
Classification phylogénétique
Statut de conservation UICN

 NT  : Quasi menacé
Laurelia sempervirens, parfois appelé laurel, est une espèce de plantes à fleurs de la famille des Atherospermataceae. C’est un arbre natif du Chili, à feuilles pérennes, abondant dans les bois de type valdivien toujours verts du sud du Chili.
Son bois est de couleur jaune pâle, avec des anneaux de croissance peu visibles. Sa texture est fine et homogène.